# Hellboy Volume 6: Strange Places
Strange Places — шостий том коміксів про Геллбоя, написаний та проілюстрований Майком Міньйолою. Включає в себе дві короткі історії про походження напівдемона. Том був опублікований в Квітні 2006-го року.
Попередній том: "Hellboy Volume 5: Conqueror Worm"
Наступний том: "Hellboy Volume 7: The Troll Witch and Others"

## Зміст

### The Third Wish
Переклад: Третє Бажання

#### Частина Перша
Води Африки. Три сестри просять у Боґ Руш виконати їхні бажання, але та говорить і свої умови - знайти Геллбоя і вбити в нього золотий цвях.
Тим часом, у полях, сидить шаман Моломі й чекає Геллбоя. Той приходить. Шаман розповідає червоному, звідки він про нього дізнався, після чого йде спати. Заснувши також, напівдемон зустрічається з цілою ордою пустельних тварин, що кличуть його. Геллбой прокидається вже біля води і Моломі каже йому зайти в ню, а також дає амулет-дзвоник. Червоного накриває хвилею, після чого його атакують три сестри, забивають йому в ріг цвях, а тоді ведуть до Боґ Руш.
Геллбой опритомнює вже в підводному храмі Боґ Руш. Та закувала його в ланцюги з кістокок одного з ворогів червоного. Після цього до Руш припливають сестри і загадують бажання. Перша просить воскресити її коханого і той воскресає, але, будучи живим мерцем, він більше не має душі і вбиває її. Друга сестра просить зробити її людиною, щоб вона могла бачитися зі своїм коханим, але, ставши людиною, під водою вона задихається. Третя просить дати їй спис її батька, аби той лежав в могилі поряд з ним. Боґ Руш виконує її бажання і третя сестра йде геть. Після цього відьма повертається до Геллбоя і збирається вбити його.

#### Частина Друга
Десь. Третя сестра приносить спис до свого батька, але той не задоволений вчинком дочки, адже заради списа вона віддала життя живої істоти. 
Храм Боґ Руш. Водяна відьма розповідає Геллбою, що вб'є його тільки заради спасіння світу. Тим часом, невідомо де, король Фейрі заходиться в дискусії з Груагахом, чи мусить жити червоний. Сам же напівдемон ловить удари від Боґ Руш, але несподівано припливає третя сестра і звільняє його. Розлючена Боґ Руш збирається вбити обох, але сестра кидає Геллбоя в гору і залишається один-на-один з відьмою. Червоний вирішує допомогти дівчині і вбиває Боґ Руш. Тепер сестра стає новою Боґ Руш і відпускає Геллбоя.

### Island
Переклад: Острів

#### Частина Перша
Геллбой прибуває на один таємничий острів. Там він знаходить Паб і декількох людей у ньому. Він розповідає їм про свої пригоди. Несподівано червоний бачить у вікні Гекату і йде до неї. Богиня знову почина розповідати напівдемону про Судний День і все тому подібне, але Геллбой іде геть.
Тим часом, в замку поблизу, одного безбожника збирається вбити інквізиція. Вони прохромлюють чоловіка списами і з його крові утворюється Урґо Хем, який вбиває всіх у замку. Геллбой виходить з пабу і його теж атакує потвора. Під час бою Урґо нахромлюється на щоглу одного з розбитих кораблів, а червоний провалюється в темницю під замком.

#### Частина Друга
Геллбой розмовляє зі знайомим йому шаманом про те помер він, чи ні. Червоний просинається в дивному і темному місці, де також зустрічає якусь темну фігуру. Фігура говорить напівдемону, що повертає себе до життя, витягуючи енергію з нього. Він пичинає розповідати Геллбою, як зародився всесвіт. За його словами, спершу не було нічого, а тоді з'явився світ, що проголосив себе Богом. Бог створив духів, які мали одну місію -слідкувати за порядком у всесвіті. Один з Наглядачів насмілився взяти вогонь з неба, а з бруду зліпити Дракона, так з'явився Огдру Джахад. Потвору оживила темрява ночі, що дала їй і жагу до руйнування. Після цього Джахад створив собі дітей - 369 Огдру Хем. Іншим Наглядачам вдалося приборкати чудовиськ і вбити того, хто все це почав. Еле його права рука вціліла.
Тоді фігура сказала, що і є Правою Рукою Долі, а також, що скинуті Наглядачі стали першою нацією на землі - Золотими Людьми Гіпербореї. Після вимирання їх нації, прийшли люди, на чию смерть Рука вже довго чекає. 
Розлючаний Геллбой атакує незнайомця, що тепер уособлював усю темряву всередині червоного. Несподівано з'являється Уґро Хем і знову нахромлюється на щоглу, а безбожника виганяють з нашого світу душі віруючих. Після цього Геллбой сідає в невеликий човен і відпливає.

#### Епілог
Груагах благає Смерть сказати йому, що Геллбой помер, але вона каже інакше. Тоді розлючений фейрі говорить Смерті, що скоро почнеться війна і виживе лише одна сторона.

## Персонажі

### Головні
- Геллбой - напівдемон, котрого виростив учений Тревор Бруттенхольм.
- Моломі - шаман, що чув від павука історію всього світу.

### Другорядні
- Безбожник - безіменний чоловік, що носив в собі Урґо Хем.

### Надприродні істоти
- Урґо Хем - один з 369 Огдру Хем.
- Три Сестри - три істоти, схожі на русалок. Одна з них стала Боґ Руш.
- Боґ Руш - водяна відьма. Після її смерті новою Бою Руш стала одна з трьох сестер.
- Груагах - фейрі, якого Геллбой перетворив на маленького антропоморфного свина.
- Геката - богиня відьом і мати Володимира Джуреску. Після її смерті новою Гекатою стала Ільза Хаупштайн.
- Смерть

## Див. Також
- Список коміксів усесвіту Геллбоя